# 1981年の読売ジャイアンツ
1981年の読売ジャイアンツ（1981ねんのよみうりジャイアンツ）では、1981年の読売ジャイアンツの動向をまとめる。
この年の読売ジャイアンツは、藤田元司監督の1年目のシーズンである。

## 概要
3年間優勝から遠ざかるチームを立て直すため、この年からかつてのエース・藤田元司が監督に就任。藤田監督は就任後、引退したばかりの王貞治を助監督にすえ、牧野茂をヘッドコーチに招聘してチームの立て直しを図った（当時トロイカ体制と呼ばれた）。ユニフォームも1974年以来の早稲田文字が復活するなど、原点回帰のデザインに変更された。チームは4月の10連勝で開幕ダッシュに成功し、5月後半から引き分け挟んで9連勝を記録。8月に5連勝、9月に7連勝するなど2位とのゲーム差を広げていき、9月23日には2位の広島が中日に負けたこともあり、チームは4年ぶりのリーグ優勝を決めた。日本シリーズでは日本ハムを4勝2敗で破り、V9最後の1973年以来8年ぶりの日本一に輝いた。投手陣では長嶋茂雄前監督が1979年オフの地獄の伊東キャンプで鍛えた江川卓や西本聖をはじめ定岡正二、加藤初が開幕からローテーションを守り、抑えには角盈男が控えるなど、チーム防御率は2.88で2年連続リーグ1位だった。江川（20勝6敗）西本（18勝12敗）加藤初（12勝6敗2セーブ）の3本柱がチーム73勝のうち50勝を上げた。打撃陣でもこの年入団して新人王を獲得した原辰徳が22本塁打を放ってルーキーながら打線の中心となり、中畑清、篠塚和典、松本匡史、ロイ・ホワイトなども活躍した。この年から一塁手に転向した4番の中畑は過去最高の成績を残し、二塁手のレギュラーとなった篠塚も阪神の藤田平と首位打者を争うなど、投打が噛み合っての優勝だった。シーズン終了後、大洋から移籍し代打でチームに貢献した松原誠とV9戦士の柴田勲が揃って引退した。カード別成績では最下位大洋に20勝4敗2分けと相性がよく、同一カード9連勝も含めて前半戦で15勝2敗2分と大きく勝ち越した。

## チーム成績

### レギュラーシーズン
| 1 | 遊 | 河埜和正 |
| 2 | 左 | 淡口憲治 |
| 3 | 三 | 中畑清   |
| 4 | 中 | ホワイト |
| 5 | 右 | トマソン |
| 6 | 二 | 原辰徳   |
| 7 | 一 | 松原誠   |
| 8 | 捕 | 山倉和博 |
| 9 | 投 | 西本聖   |

| 順位 | 4月終了時 | 4月終了時 | 5月終了時 | 5月終了時 | 6月終了時 | 6月終了時 | 7月終了時 | 7月終了時 | 8月終了時 | 8月終了時 | 最終成績 | 最終成績 |
| ---- | --------- | --------- | --------- | --------- | --------- | --------- | --------- | --------- | --------- | --------- | -------- | -------- |
| 1位  | 中日      | --        | 巨人      | --        | 巨人      | --        | 巨人      | --        | 巨人      | --        | 巨人     | --       |
| 2位  | 巨人      | 1.5       | 中日      | 6.0       | ヤクルト  | 7.5       | 阪神      | 9.0       | ヤクルト  | 9.0       | 広島     | 6.0      |
| 3位  | 広島      | 6.0       | 広島      | 6.5       | 阪神      | 8.5       | ヤクルト  | 12.0      | 阪神      | 11.5      | 阪神     | 8.0      |
| 4位  | ヤクルト  | 8.0       | ヤクルト  | 9.0       | 広島      | 9.0       | 中日      | 12.5      | 広島      | 12.5      | ヤクルト | 13.5     |
| 5位  | 阪神      | 8.0       | 阪神      | 10.0      | 中日      | 10.0      | 広島      | 12.5      | 中日      | 13.5      | 中日     | 16.0     |
| 6位  | 大洋      | 9.5       | 大洋      | 13.5      | 大洋      | 10.0      | 大洋      | 17.0      | 大洋      | 22.5      | 大洋     | 31.5     |

| 順位 | 球団               | 勝 | 敗 | 分 | 勝率 | 差   |
| 1位  | 読売ジャイアンツ   | 73 | 48 | 9  | .603 | 優勝 |
| 2位  | 広島東洋カープ     | 67 | 54 | 9  | .554 | 6.0  |
| 3位  | 阪神タイガース     | 67 | 58 | 5  | .536 | 8.0  |
| 4位  | ヤクルトスワローズ | 56 | 58 | 16 | .491 | 13.5 |
| 5位  | 中日ドラゴンズ     | 58 | 65 | 7  | .472 | 16.0 |
| 6位  | 横浜大洋ホエールズ | 42 | 80 | 8  | .344 | 31.5 |

### 日本シリーズ
| 日付                                    | 試合   | ビジター球団（先攻） | スコア   | ホーム球団（後攻）   | 開催球場   |
| --------------------------------------- | ------ | -------------------- | -------- | -------------------- | ---------- |
| 10月17日（土）                          | 第1戦  | 読売ジャイアンツ     | 5 - 6    | 日本ハムファイターズ | 後楽園球場 |
| 10月18日（日）                          | 第2戦  | 読売ジャイアンツ     | 2 - 1    | 日本ハムファイターズ | 後楽園球場 |
| 10月19日（月）                          | 休養日 | 休養日               | 休養日   | 休養日               | 休養日     |
| 10月20日（火）                          | 第3戦  | 日本ハムファイターズ | 3 - 2    | 読売ジャイアンツ     | 後楽園球場 |
| 10月21日（水）                          | 第4戦  | 日本ハムファイターズ | 2 - 8    | 読売ジャイアンツ     | 後楽園球場 |
| 10月22日（木）                          | 第5戦  | 雨天中止             | 雨天中止 | 雨天中止             | 後楽園球場 |
| 10月23日（金）                          | 第5戦  | 日本ハムファイターズ | 0 - 9    | 読売ジャイアンツ     | 後楽園球場 |
| 10月24日（土）                          | 休養日 | 休養日               | 休養日   | 休養日               | 休養日     |
| 10月25日（日）                          | 第6戦  | 読売ジャイアンツ     | 6 - 3    | 日本ハムファイターズ | 後楽園球場 |
| 優勝：読売ジャイアンツ（8年ぶり16回目） |        |                      |          |                      |            |

## オールスターゲーム1981
- 選出選手及びスタッフ

| ポジション | 名前     | 選出回数 |
| ---------- | -------- | -------- |
| コーチ     | 藤田元司 |          |
| 投手       | 西本聖   | 2        |
| 投手       | 角三男   | 初       |
| 投手       | 江川卓   | 2        |
| 捕手       | 山倉和博 | 初       |
| 一塁手     | 中畑清   | 初       |
| 三塁手     | 原辰徳   | 初       |
| 外野手     | 松本匡史 | 初       |

- 太字はファン投票による選出。

## できごと
- 1月5日 - ユニフォームの書体をV9時代のものに復活させることが発表された。
- 3月1日 - この年から着用する新しいユニフォームがお披露目される。

## 表彰選手
- 最優秀選手：江川卓（初受賞）
- 新人王：原辰徳
- 最優秀防御率：江川卓（2.29、初受賞）
- 最多勝利：江川卓（20勝、2年連続2度目）
- 最多奪三振：江川卓（221奪三振、2年連続2度目）
- 最高勝率：江川卓（.769、初受賞）
- 最優秀救援投手：角三男（28SP、初受賞）
- ベストナイン：

江川卓（投手、2年連続2度目）
山倉和博（捕手、初受賞）
篠塚利夫（二塁手、初受賞）
- ダイヤモンドグラブ賞：

西本聖（投手、3年連続3度目）
山倉和博（捕手、初受賞）
篠塚利夫（二塁手、初受賞）
松本匡史（外野手、初受賞）
- 沢村賞：西本聖（初受賞）

## ドラフト
| 順位 | 選手名   | ポジション | 所属         | 結果                 |
| ---- | -------- | ---------- | ------------ | -------------------- |
| 1位  | 槙原寛己 | 投手       | 大府高       | 入団                 |
| 2位  | 山本幸二 | 捕手       | 名古屋電気高 | 入団                 |
| 3位  | 吉村禎章 | 内野手     | PL学園高     | 入団                 |
| 4位  | 橋本敬司 | 投手       | 富士重工業   | 翌年シーズン後に入団 |
| 5位  | 村田真一 | 捕手       | 兵庫・滝川高 | 入団                 |
| 6位  | 仁村薫   | 投手       | 早稲田大学   | 入団                 |